# Langley (Essex)
Langley is een civil parish in het bestuurlijke gebied Uttlesford, in het Engelse graafschap Essex. In 2001 telde het dorp 334 inwoners.

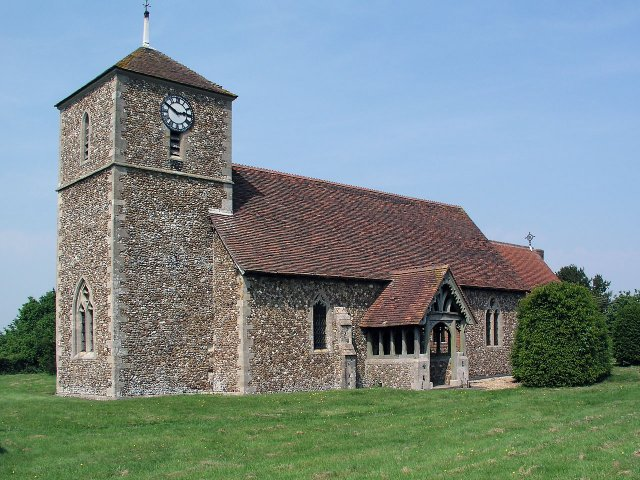